# Steuben (Wisconsin)
Steuben – wieś w Stanach Zjednoczonych, w stanie Wisconsin, w hrabstwie Crawford.